# Rivière Kaapicikatew
La rivière Kaapicikatew est un affluent de la rivière Pascagama, coulant dans la partie ouest de la ville de La Tuque, dans la région administrative de la Mauricie dans la province de Québec, au Canada. Le cours de cette rivière est entièrement dans le canton de Coursol.
Ce bassin versant est surtout accessible par la route forestière R1009 (sens nord-sud) qui passe du côté ouest de la partie supérieure de la rivière Pascagama et du côté est de la rivière Kaapicikatew.
La foresterie constitue la principale activité économique de ce bassin versant ; les activités récréotouristiques arrivent en second. La surface de la rivière est habituellement gelée de la début novembre à la fin d’avril, toutefois la circulation sécuritaire sur la glace se fait généralement de début de décembre à la mi-avril.

## Géographie
Les bassins versants voisins de la rivière Kaapicikatew sont :
- côté nord : lac Kakwetcirahotonaniwak, rivière de l'Aigle, lac Lacroix, lac Hébert ;
- côté est : rivière Pascagama, ruisseau de la Rencontre, rivière Toussaint, lac du Mâle ;
- côté sud : rivière Pascagama, ruisseau Plamondon ;
- côté ouest : rivière de l'Aigle, rivière Saint-Cyr, lac Bailly, rivière Macho, lac Barry.

La rivière Kaapicikatew prend sa source d’un lac non identifié (longueur : 1,3 km ; altitude : 412 m) qui se caractérise par une presqu’île (longueur : 0,4 km) rattachée à la rive est. L’embouchure de ce lac est situé à :
- 9,3 km au nord de la confluence de la rivière Kaapicikatew et de la rivière Pascagama ;
- 1,5 km au sud de la limite sud du canton de Lacroix ;
- 32,0 km au nord-ouest du lac du Mâle ;
- 10,7 km au nord-ouest du village d’Obedjiwan.

À partir de l'embouchure du lac de tête, la rivière Kaapicikatew coule sur environ 12 km entièrement en zone forestière, selon les segments suivants :
- 1,9 km vers le sud notamment en traversant un lac non identifié (longueur : 2,0 km ; altitude : 410 m) sur sa pleine longueur, jusqu’à son embouchure ;
- 4,2 km vers le sud, en traversant un petit lac, une zone de marais et en formant une courbe vers l'ouest en fin de segment jusqu’à l’embouchure d’un petit non identifié (altitude : 397 m) ;
- 2,6 km vers le sud, puis vers l’est, jusqu’à un ruisseau non identifié (venant du sud-ouest) ;
- 3,5 km vers le sud, jusqu'à l’embouchure de la rivière[2].

La rivière Kaapicikatew se déverse en zone forestière sur la rive ouest d’une baie de la partie nord du lac Pascagama, à :
- 12,1 km au nord-ouest du cours de la rivière Berthelot ;
- 20,1 km à l'ouest d’une baie du réservoir Gouin ;
- 34,7 km à l'ouest du centre du village d’Obedjiwan ;
- 25,7 km au nord du lac Pascagama où se déverse la rivière Chartrand ;
- 142 km au sud-est du lac au Goéland ;

## Toponymie
Le terme Kaapicikatew est d’origine autochtone.
Le toponyme rivière Kaapicikatew a été officialisé le 9 juillet 1981 à la Commission de toponymie du Québec.